# いちにのさんすう
『いちにのさんすう』は、1975年4月9日から1995年3月17日までNHK教育テレビジョンで放送されていた小学校1年生向けの学校放送（教科：算数）である。それ以前にも、1972年7月31日から同年8月5日まで同名の番組が6日間限定で放送されたことがあった。

## 放送時間

### 本放送
| 期間                | 放送時間             |
| ------------------- | -------------------- |
| 1975年度 - 1978年度 | 水曜日 9:30 - 9:50   |
| 1979年度            | 木曜日 11:20 - 11:35 |
| 1980年度 - 1981年度 | 水曜日 9:30 - 9:45   |
| 1982年度 - 1989年度 | 水曜日 10:00 - 10:15 |
| 1990年度 - 1991年度 | 火曜日 9:30 - 9:45   |
| 1992年度 - 1994年度 | 水曜日 10:00 - 10:15 |

### 再放送
| 期間                | 放送時間             |
| ------------------- | -------------------- |
| 1976年度 - 1978年度 | 木曜日 11:20 - 11:40 |
| 1979年度            | 土曜日 10:45 - 11:00 |
| 1980年度 - 1981年度 | 木曜日 10:45 - 11:00 |
| 1982年度 - 1989年度 | 木曜日 11:00 - 11:15 |
| 1990年度 - 1991年度 | 土曜日 9:30 - 9:45   |
| 1992年度 - 1994年度 | 金曜日 11:15 - 11:30 |

## 出演者・登場キャラクター
タップ
声 - 喜多道枝
1975年度から1988年度まで主役を務めていた白いおばけのキャラクター。「タップラトーン！｣の掛け声と共にどこからともなく現れる。なお、1日に何度も使うとお腹が痛くなってしまう。設定では小学1年生。「タップラトーン！」の呪文を唱えると、物とおしゃべりすることなどができたりと何でもできる。
ダンプ
声 - 喜多道枝
不定期で登場するタップのいとこ。タップと同形だが赤い鉢巻が特徴
竹内照夫
1975年度から1978年度まで出演。
吉村よう（ヨシさん）
1979年度から1984年度まで出演。
関俊彦（トシさん）
1985年度から1986年度まで出演。
マジョッタ
声 - 新道乃里子
1987年度から1988年度まで出演。タップを困らせようとする魔女。
カー子
声 - 新道乃里子
1987年度から1988年度まで出演。カラスのキャラクター。
さんた
声 - 安永沙都子 → 石川寛美
タップに替わって1989年度から主役を務めていた男の子キャラクター。問題の解き方が分かったときには、「ピッカーン！わかったぞー！」と口癖のように言っていた。
モック
声 - 中村恵子 → 冨永みーな → 篠原恵美
1989年度から出演していた女の子キャラクター。
ピョン吉
声 - 向井真理子
1989年度から出演していたカエルのキャラクター。
ガンマー
声 - 関根信昭
1989年度から出演していたキャラクター。黄色い雲の悪魔であり、さんたとモックの邪魔ばかりをしていた。また、人間に変身して意地悪をすることもあったが、一方で解説役も兼ねていた。